# Ethmia nigripedella
Ethmia nigripedella is een vlinder uit de familie grasmineermotten (Elachistidae). De wetenschappelijke naam is voor het eerst geldig gepubliceerd in 1877 door Erschoff.
De soort komt voor in Europa.